# Antologia

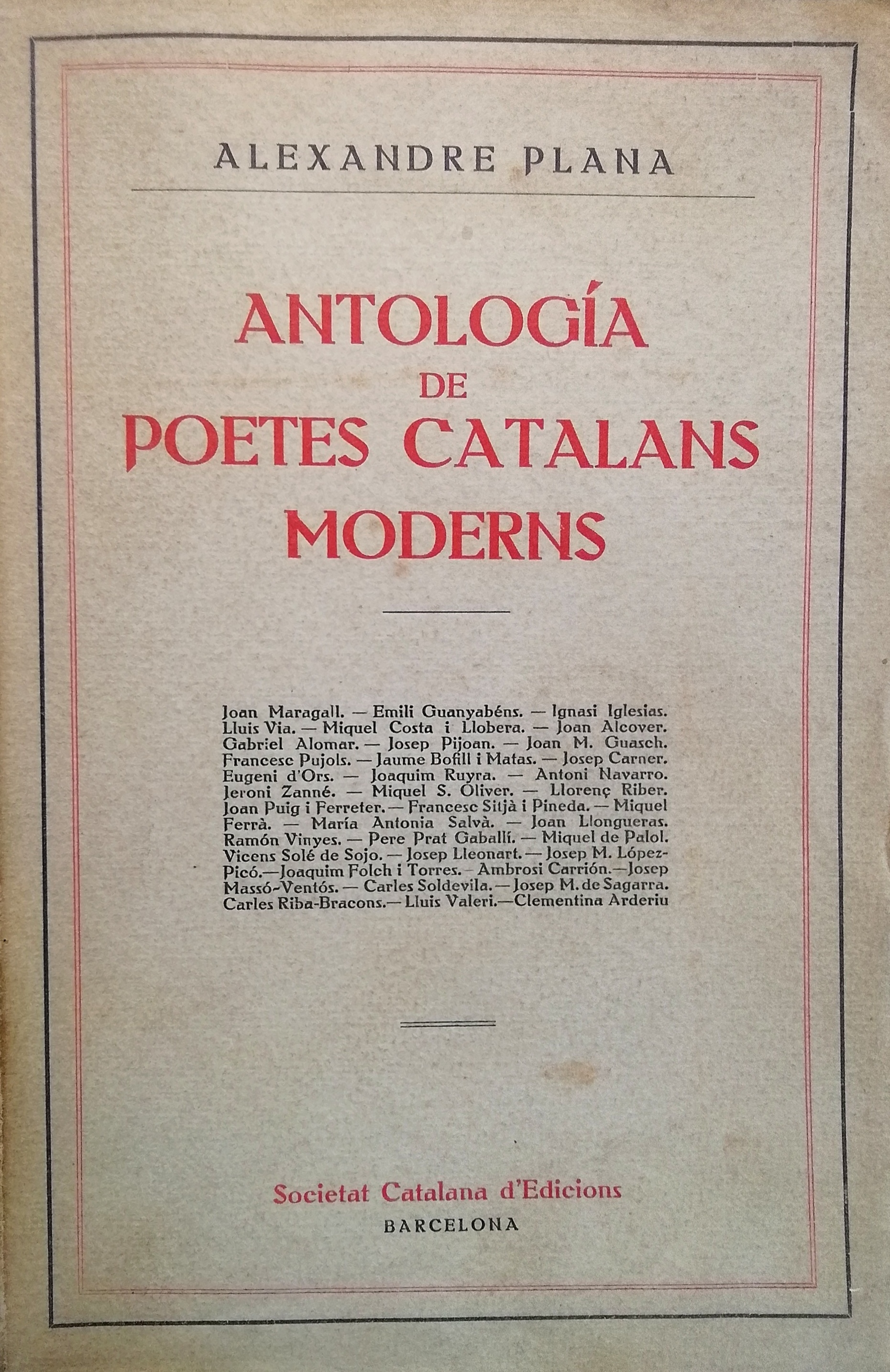
Exemple d'una antologia sobre poesia on s'hi apleguen versos de diferents autors com Joaquim Ruyra, Maria Antònia Salvà, Josep M. de Sagarra o Clementina Arderiu, entre d'altres. Publicat a Barcelona l'any 1914

Una antologia, un florilegi o analectes (plural) es diu d'un recull d'obres o citacions significatives escollides amb criteris històrics, temàtics, crítics o didàctics. Inicialment, s'utilitzava per designar una selecció de peces o citacions literàries, però per extensió la paraula va significar qualsevol selecció d'obres d'art, de citacions. La paraula prové del grec ἀνθολογία, anthologia «collida de flors»
Al context literari, aquestes recopilacions d'obres són freqüents en poesia, faules, assajos o relats curts. Poden reunir tant diferents peces d'un autor com una selecció de peces de diferents autors que segueixen una mateixa temàtica o estil. La col·lecció completa d'obres d'un autor és coneguda com a Obres Completes o en llatí Opera Omnia. La forma antologia deriva de les recopilacions d'epigrames grecs, iniciades vers el s. II aC per Meleagre de Gadara a la seva Garlanda, les quals van ser posteriorment integrades en l'Antologia palatina, composta pel poeta romà d'Orient Constantí Cefalàs al segle x.
Exemples d'antologies destacables en la literatura catalana de l'últim segle són les que va realitzar Carles Riba de la poesia de Jacint Verdaguer (1922) i de Joan Maragall (1954); la Lectura Popular recollida per Francesc Matheu entre 1913 i 1920; Els poetes d'ara (1923-24) de Tomàs Garcés, i el projecte de Les millors obres de la literatura catalana que va dirigir Joaquim Molas.
Exemples d'antologies en pel·lícules són l'argentina Relatos salvajes (2014, Damián Szifron), la nord-americana Four Rooms (1995, Allison Anders, Alexandre Rockwell, Robert Rodriguez i Quentin Tarantino) o la francesa Contes Immoraux (1974, Walerian Borowczyk). Exemples d'antologies de televisió són la sèrie americana Alfred Hitchcock Presents o l'anglesa Black Mirror.